# نعوم شقير
نعوم شقير (1280 - 1340 هـ / 1863 - 1922 م) هو مؤرخ لبناني.

## حياته ونشأته
نعوم بك بن بشارة نقولا شقير. ولد في قصبة الشويفات، وفي حوالي مايو 1864، بحسب ملف خدمته لدى حكومة السودان، في أسرة يمنية الأصل. تلقى تعليمه ببيروت في الكلية الإنجيلية السورية (لاحقا الجامعة الأمريكية ببيروت) و تخرج منها سنة 1883 ببكالوريوس العلوم في الآداب. هاجر إلى مصر وذكر عضويته في جمعية معارضة للسلطنة العثمانية كسبب لهجرته. التحق بالجيش البريطاني في 20 سبتمبر 1884 وأُلحق بحملة إنقاذ غوردون باشا. بعد عودة الحملة تم حلها واستبدالها بجيش الحدود التابع للجيش البريطاني. وعمل مترجماً بجيش الحدود في أسوان حتى ألحق بمكتب المخابرات سنة 1889.
صاحب نعوم السردار البريطاني في زياراته لسواكن والحدود الجنوبية ورافق ونجت في حملة طوكر حيث جمع كثيراً من الوثائق عن الثورة المهدية واهتم بتبويبها وتصنيفها.
شارك نعوم أيضاً في الإعداد لتهريب سلاطين من أم درمان ونال لقب البكوية كمكافأة لنجاحه. ثم شارك في حملة دنقلا وحضر موقعتي فركة والحفير. ثم عاد إلى السودان ليشارك في حملة أم درمان ويحضر موقعة كرري ثم عاد إلى مصر بعدها.
قام نعوم وونجت بحفظ وثائق المهدية بعد كرري فقام نعوم بجمعها من بيت المال وبيوت الوجهاء والأمراء ونقلها لإدارة الحربية في القاهرة. وتعتبر هذه الوثائق التي جمعها نعوم المجموعة الرئيسية من وثائق المهدية المحفوظة في دار الوثائق القومية في الخرطوم.
كان لنعوم اتصال بسيناء بحكم عمله في إدارة المخابرات وتبعية سيناء للحربية المصرية. حيث تولى إدارتها قومندان يتبع لمدير المخابرات. وفي مجموعة المخابرات الحربية المصرية في دار الوثائق السودانية بعض التقارير عن سيناء. حيث شارك نعوم شقير في لجنة لحل النزاع الحدودي بين إيالة مصر والولايات العثمانية المجاورة، وقد كان نعوم سكرتير الجانب المصري وكلف بمده بالمعلومات.
ورأس قسم التاريخ بإدارة المخابرات سنة 1900 في نفس الوقت الذي انتقلت فيه إدارة المخابرات إلى حكومة السودان مع بقاء رئاستها في القاهرة.
ثم التحق بالجيش المصري ثم انتظم في خدمة حكومة السودان حتى وفاته في 1922، وطاف شبه جزيرة سيناء، وتوفي في القاهرة.

## الحياة المُبكرة والتعليم
وُلِد «نعوم بن بشارة نقولا شقير» حوالَي عامَ 1863م في قصبة «الشويفات» بلبنان، وينتمي إلى أُسرة تتمتَّع بسُمْعة أدبية لا بأسَ بها. تلقَّى تعليمَه الابتدائي في مدرسة «عبية»، ثم التحق ب «الكلية السورية الإنجيلية» (الكلية الأمريكية فيما بعدُ)؛ حيث حصل منها على بكالوريوس العلوم عامَ 1883م.

## الحياة العملية
بدأ حياتَه العملية مُدرسًا ب «المدرسة السلطانية الأميرية» ببيروت، ولكنَّ التدريس لم يستَهوِه؛ فقرَّرَ أن يحذوَ حذْوَ إخوتِه والكثيرِ من أهل الشام، فسافَرَ إلى مصرَ باحثًا عن مستقبلٍ جديد؛ فقد كانت مصرُ مَحطَّ رِحالِ الشَّوَام الباحثين عن العلوم والمعرفة. عمِلَ نعوم في «قلم المخابرات» بالجيش؛ الأمر الذي مكَّنَه من الاطِّلاع على الكثير من الأسرار، وجمع معلوماتٍ قيِّمة نتيجةَ تَرْحاله فاستفاد منها في كُتُبه؛ فقد اضطرته وظيفتُه للسفر إلى السودان، كما كان ممثِّلَ مصرَ في قضية الحدود الشهيرة عامَ 1906م، ونتيجةً لجهوده في قلم المخابرات مُنِح رتبةَ «بك».
كان لنعوم شقير نشاطٌ اجتماعي وسياسي واضح؛ فقد كان رئيسَ «جمعية القديس جاورجيوس الخيرية»، وكان أحدَ مؤسِّسي جمعية «إعانة سوريا»، فكان له دورٌ رائد في توجيه الشوام الموجودين على أرض مصر، ودعاهم للاندماج مع المجتمع المصري، ولكن مع الاحتفاظ بهُوِيتهم الشامية. كما كان له نشاطٌ ماسوني كبير؛ حيث وصل إلى درجة «رئيس محفل».
حملت مؤلَّفاته نبضَه كموظف في قسم المخابرات فامتازت بالدقة، ومِن كُتبه: «أمثال العوام في مصر والسودان والشام»، و«تاريخ سينا والعرب» الذي استقى مادته من رحلته إلى سيناء في عمله مع المخابرات، كانَتْ «سَيناءُ» ولَا تَزالُ أحدَ أَهمِّ مَحاوِرِ السِّياسةِ المِصريَّةِ قَدِيمًا وحَدِيثًا. والكاتِبُ هُنا يَأخذُنا في جَوْلةٍ تَعرِيفيَّةٍ بشِبهِ الجَزِيرة، فيَضعُنا داخِلَها لنَعلَمَ جُغْرافيتَها، وتارِيخَها، وعَاداتِها وتَقالِيدَها، وأَعْرافَها. وتَأتِي أَهميةُ هَذا الكِتابِ مِن كَوْنِه يُعَدُّ أحدَ أَهمِّ المَصادِرِ التَّارِيخيَّةِ المُوثِّقةِ لتارِيخِ «سَيْناء»؛ حَيثُ عايَشَ مُؤلِّفُه أبرزَ الحوادِثِ الحاسِمةِ بشِبهِ الجَزِيرةِ إبَّانَ نُشوبِ الصِّراعِ بَينَ «مِصرَ» و«الدَّولةِ العُثمانيَّةِ» حَولَ تَرسِيمِ الحُدودِ الشَّرْقيةِ ل «سَيْناءَ» وتَدخُّلِ «بِريطانيا» آنذَاك، حتَّى كادَتِ الحَربُ تَشتعِلُ بَينَ الطَّرفَيْن. كَما تَرجعُ أَهميتُه أيضًا إلى مَنصِبِ مُؤلِّفِه الذي شَغلَ وَظائِفَ عِدَّةً بالمُخابَراتِ البِريطانيَّةِ والمِصريَّةِ مُدَّةَ ثَلاثِينَ عامًا؛ ممَّا أتاحَ لَهُ أنْ يَتجوَّلَ بسَيْناء، فلَمسَ بنَفْسِه كُلَّ هذِهِ الظَّواهِرِ ودوَّنَها ورتَّبَها بهَذا السِّفْرِ العَظِيم، وقَدْ وضَعَ بنِهايةِ الكِتابِ تَذْييلًا ربَطَ فِيهِ تارِيخَ «سَيْناءَ» بتارِيخِ شِبهِ الجَزِيرةِ العَرَبيَّة، ودُوَلِ الشَّامِ والعِرَاق.
و«تاريخ السودان القديم والحديث وجغرافيته» حيث كان ضمن الجيش الذي ذهب لإنقاذ «غوردون» من الثورة المهدية.

## آثاره
من آثاره:
- «تاريخ السودان»، 1904 م.
- «أمثال العوام في مصر والشام والسودان» - مطبعة المعارف.
- «تاريخ سيناء» - القاهرة 1916 م.
- «الشباب والواجب» - (مخطوط).
- «تاريخ اليمن» - (مخطوط).[5]

## الوفاة
أُصِيب نعوم شقير بقُرحة في المعدة، وأجرى عمليةً جِراحية تُوفِّي على إثرها في مارس عامَ 1922م.